# Basavanayakanahalli, Holenarsipur
Basavanayakanahalli là một làng thuộc tehsil Hole Narsipur, huyện Hassan, bang Karnataka, Ấn Độ.